# Gare d'Eternitgyár
La gare d'Eternitgyár (en hongrois : Eternitgyár vasútállomás) est une halte ferroviaire hongroise, située à Nyergesújfalu.

## Situation ferroviaire
La gare se trouve sur la ligne 4 du réseau ferroviaire hongrois, qui joue un rôle important dans le transport régional. Cependant, les détails spécifiques sur la situation ferroviaire de la gare d’Eternitgyár ne sont pas largement documentés et pourraient nécessiter une recherche plus approfondie.

## Service des voyageurs

### Accueil
La gare d’Eternitgyár est une halte sans personnel, sans billetterie. Les voyageurs doivent acheter leurs billets en ligne ou à bord du train.

### Desserte
La gare assure la desserte locale de Nyergesújfalu et des environs, permettant aux résidents et aux visiteurs d’accéder au réseau ferroviaire national. Les horaires précis et la fréquence des services devraient être vérifiés sur le site officiel de MÁV ou via leur service client.